# Amethyst Bradley Ralani
Amethyst Bradley Ralani, med artistnamnet Surprise, född 4 oktober 1987, är en sydafrikansk fotbollsspelare som spelar för Cape Town Spurs. Han har tidigare spelat för bland annat Helsingborgs IF i Superettan och Allsvenskan.
Surprise spelade för Landskrona BoIS i Superettan mellan 2010 och 2014 och är den utländske spelare som tillbringat flest säsonger i klubben.